# Костел Святого Ігнатія Лойоли (Коломия)
Костел Святого Ігнатія Лойоли - католицький костел, розташований в м. Коломия, Івано-Франківської області.

## Історія
Історія виникнення цієї споруди почалася з того, що в 1887 році заможна верхівка парафіяльного костелу Діви Марії, польська громада міста, звернулись до керівництва ордену “Товариства Ісуса” з листом, в якому запрошували до себе отців-єзуїтів і дозволяли їм збудувати в місті костел. Угода про це була підписана в 1895 році. Вже 29.09.1895 р. відкрили тимчасову каплицю. А 2 серпня 1896 року було освячено наріжний камінь під мурований костел св. Ігнатія Лойоли, який нині використовується як парафіяльний. Хоча спорудження святині завершили 31.11.1897 р., проте оздоблювальні роботи тривали до 1905 року. 
У 1946-1990 роках святиня перебувала закритою (склад меблів). 03.11.1990 р. повернений храм було освячено у якості парафіяльного, оскільки колишній парафіяльний костел Матері Божої (збудований 1772 року та відбудований у 1830-1895 роках), влада віддала греко-католикам. 
В головному вівтарі була встановлена освячена копія образу Пресвятої Діви Марії. (Оригінал був вивезений в 1939 році з парафіяльного костелу до Польщі, де зараз і перебуває). В храмі були проведені реставраційні роботи, стіни костелу прикрасили горельєфи сцен з життя Ісуса Христа. Гордістю храму став дзвін, який прибув з Нью-Йорка в 1995 році, був освячений владикою Маркіяном Трофім’яком, і встановлений у вежі костелу. 
29 жовтня 2006 року кардинал Мар'ян Яворський освятив відновлений розпис храму.

## Парафія
Майже відразу після відкриття костел стали називати “панським”. Це вказувало на те, що більшість приходу складали заможні родини. Отці-єзуїти привезли з собою велику збірку церковних та світських книг на різних мовах. Частина цих книг збереглася і тепер знаходиться в фондах коломийського музею. Місіонерська діяльність єзуїтів в Коломиї не обмежувалась просвітительством. Вони займалися благочинністю, працювали в лікарнях, виправних закладах. В цілях підвищення рівня освіти та поширення католицької віри серед коломиянок в 1899 році була збудована окрема будівля монастиря та спеціальної школи сестер-урсулянок. Крім навчання та релігії сестри-урсулянки займались садівництвом та городництвом. Тепер в цьому приміщенні знаходиться Коломийська гімназія ім. М. Грушевського, а сад, закладений сестрами-урсулянками і досі дарує свої плоди учням гімназії.
Парафію обслуговують дієцезіальні священики, працюють також черниці-урсулинки із ордену св. Урсули Римської Унії.

## Галерея

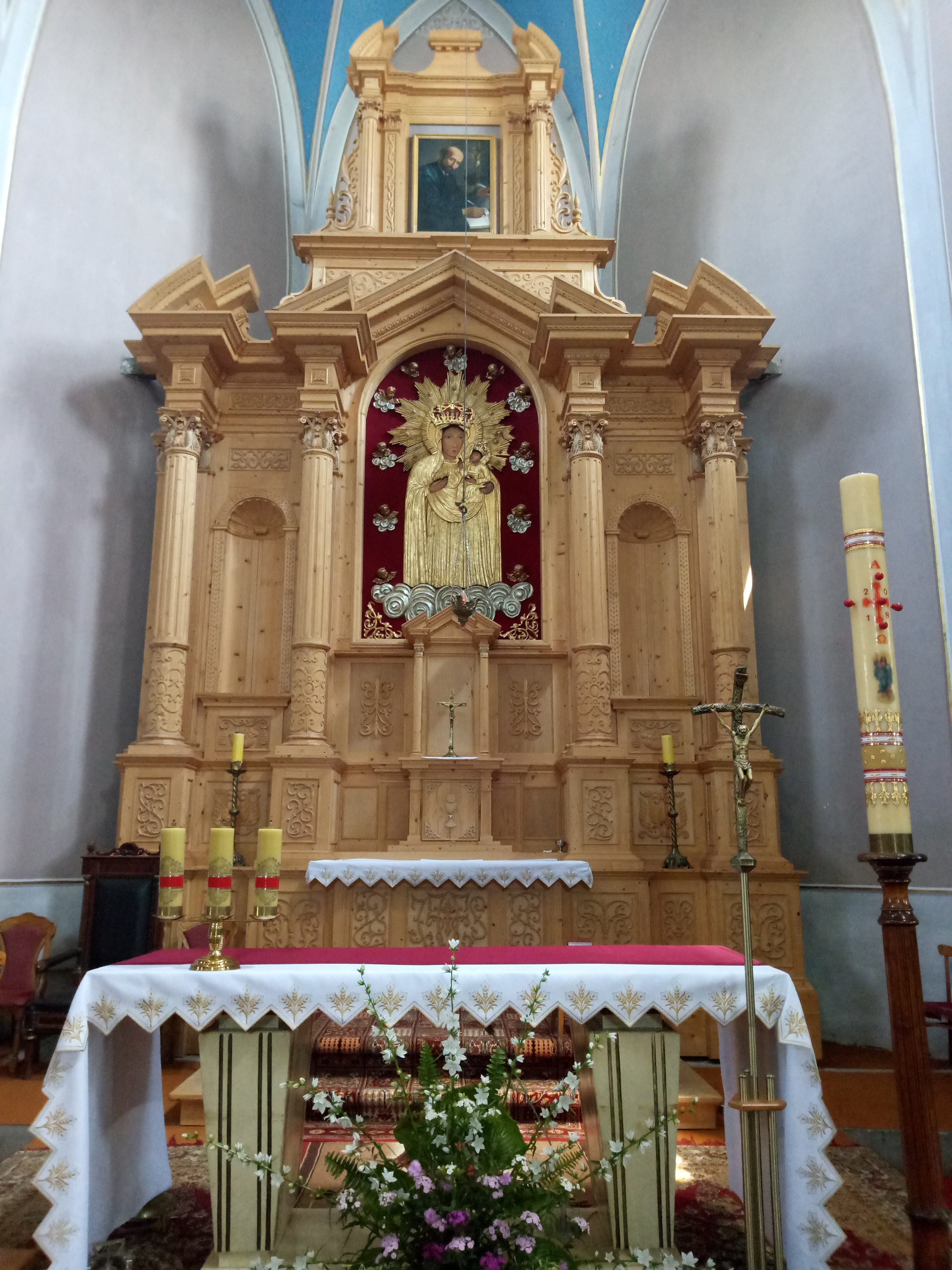
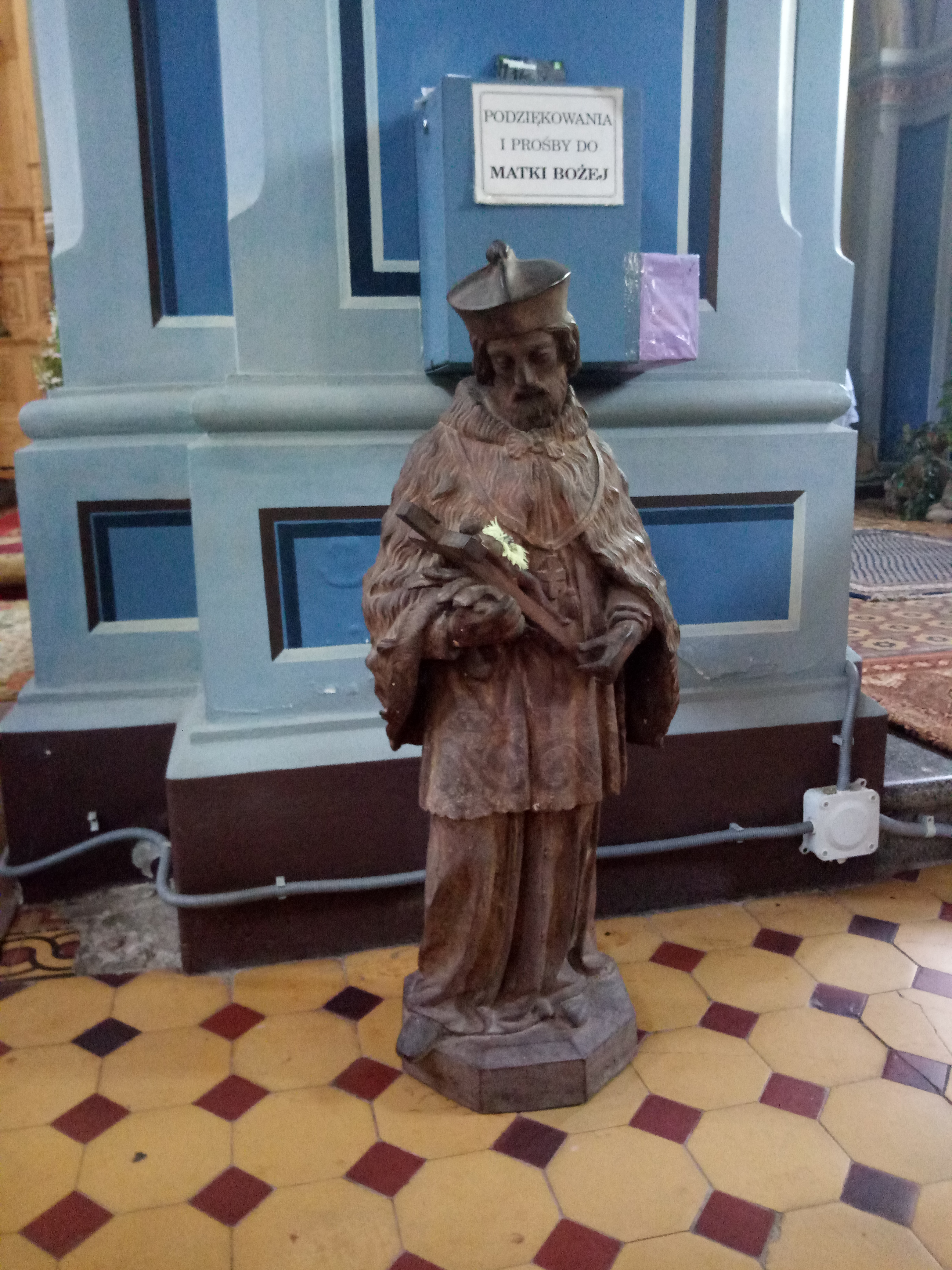
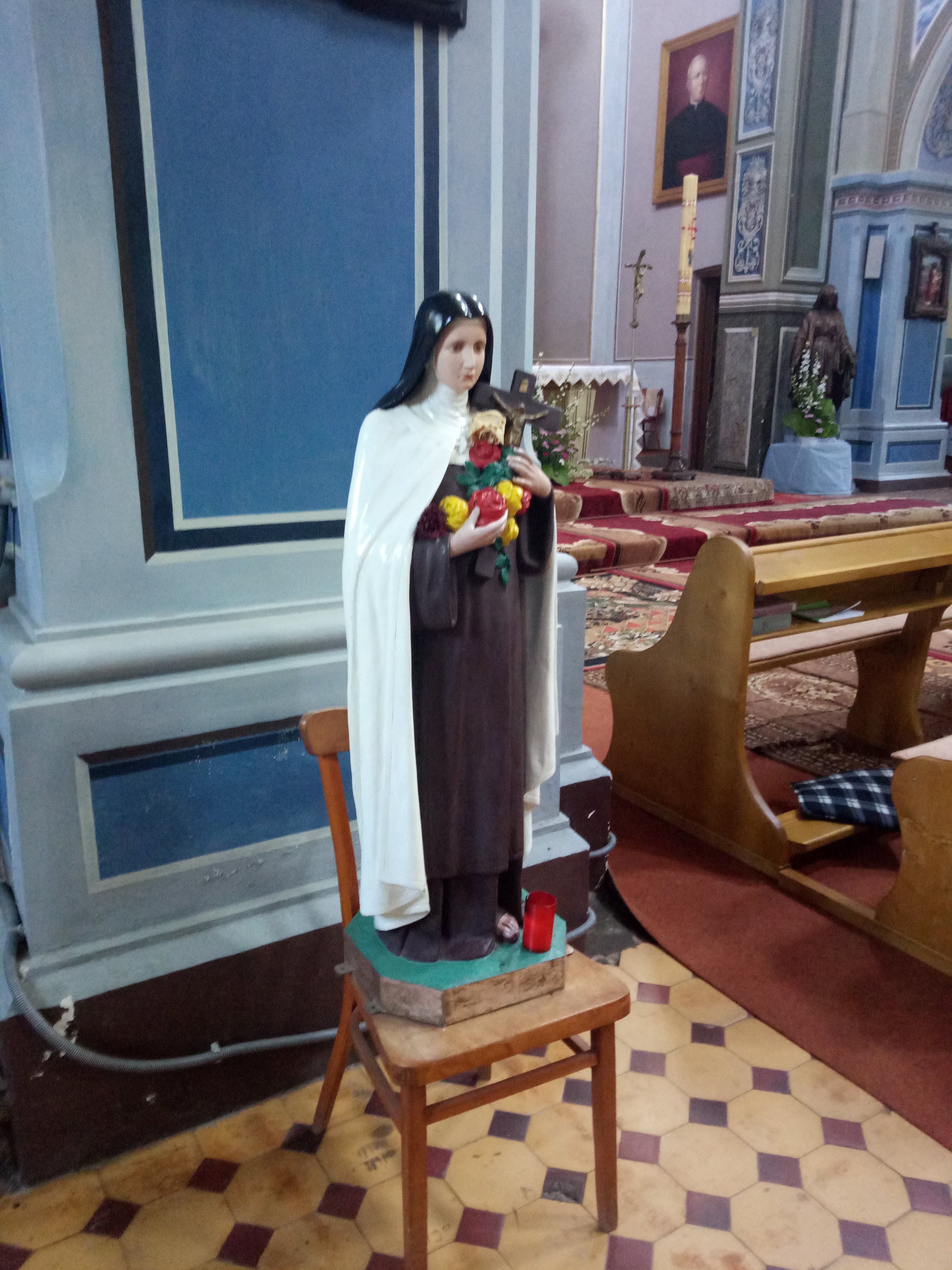
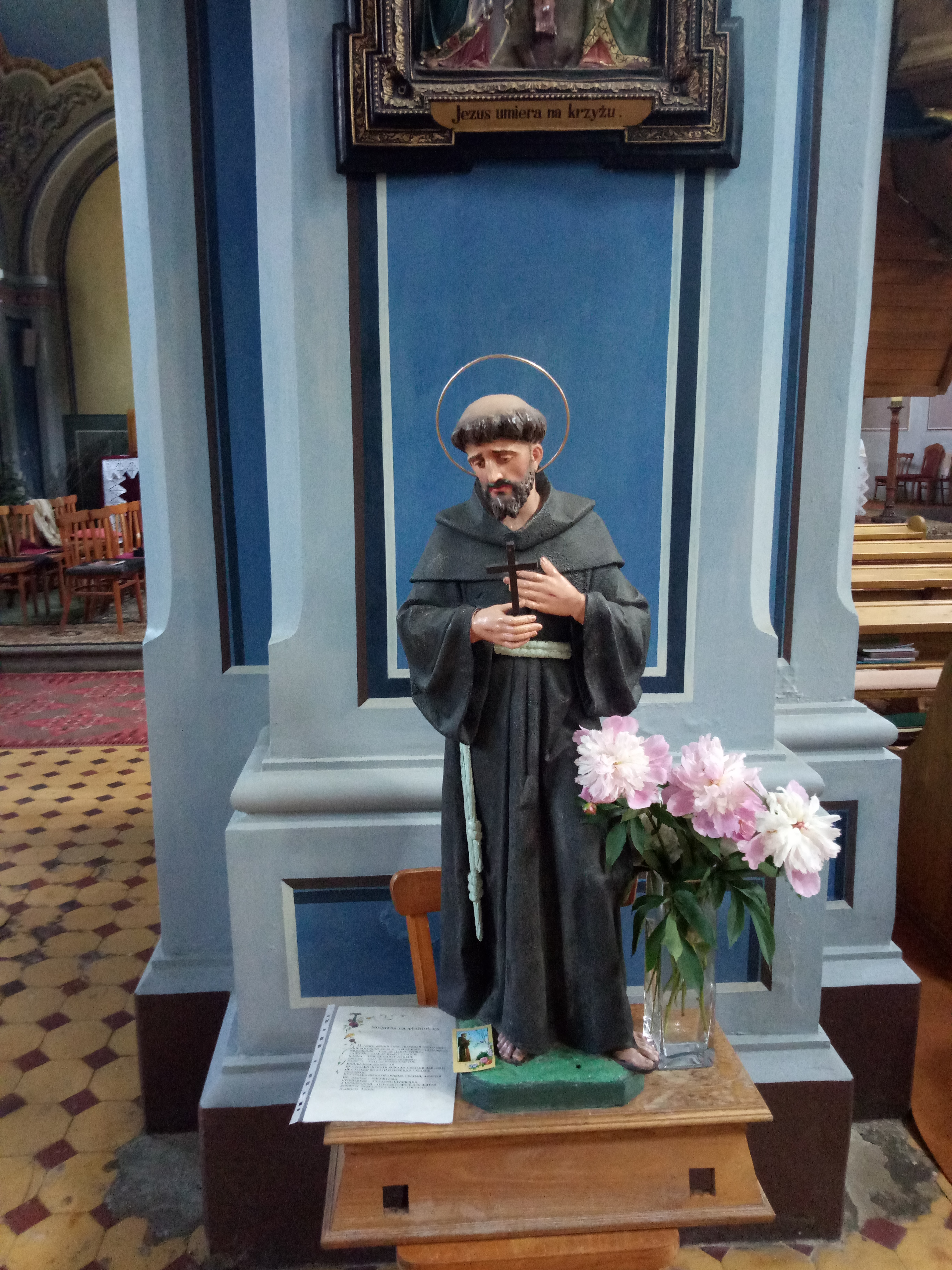
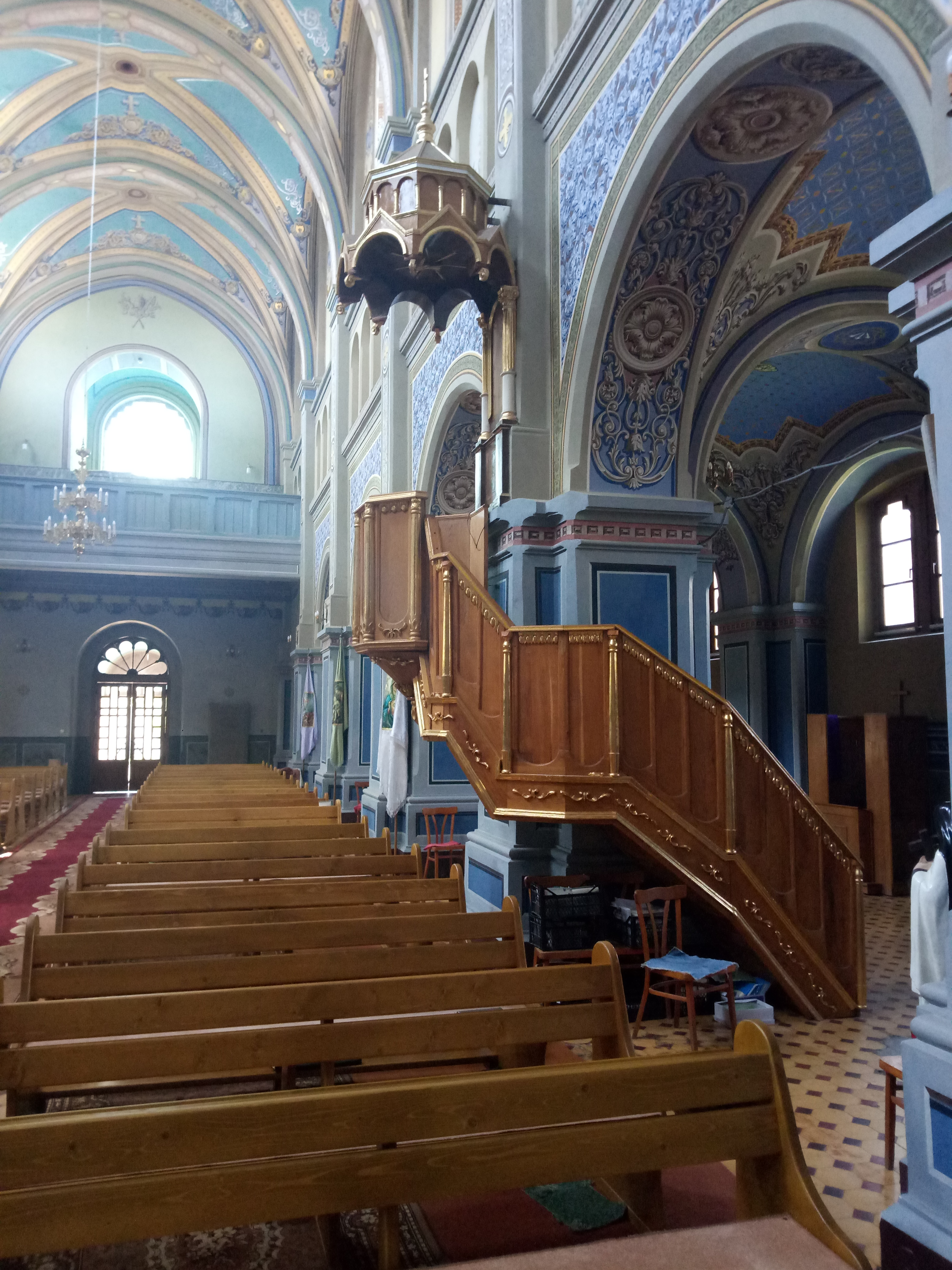
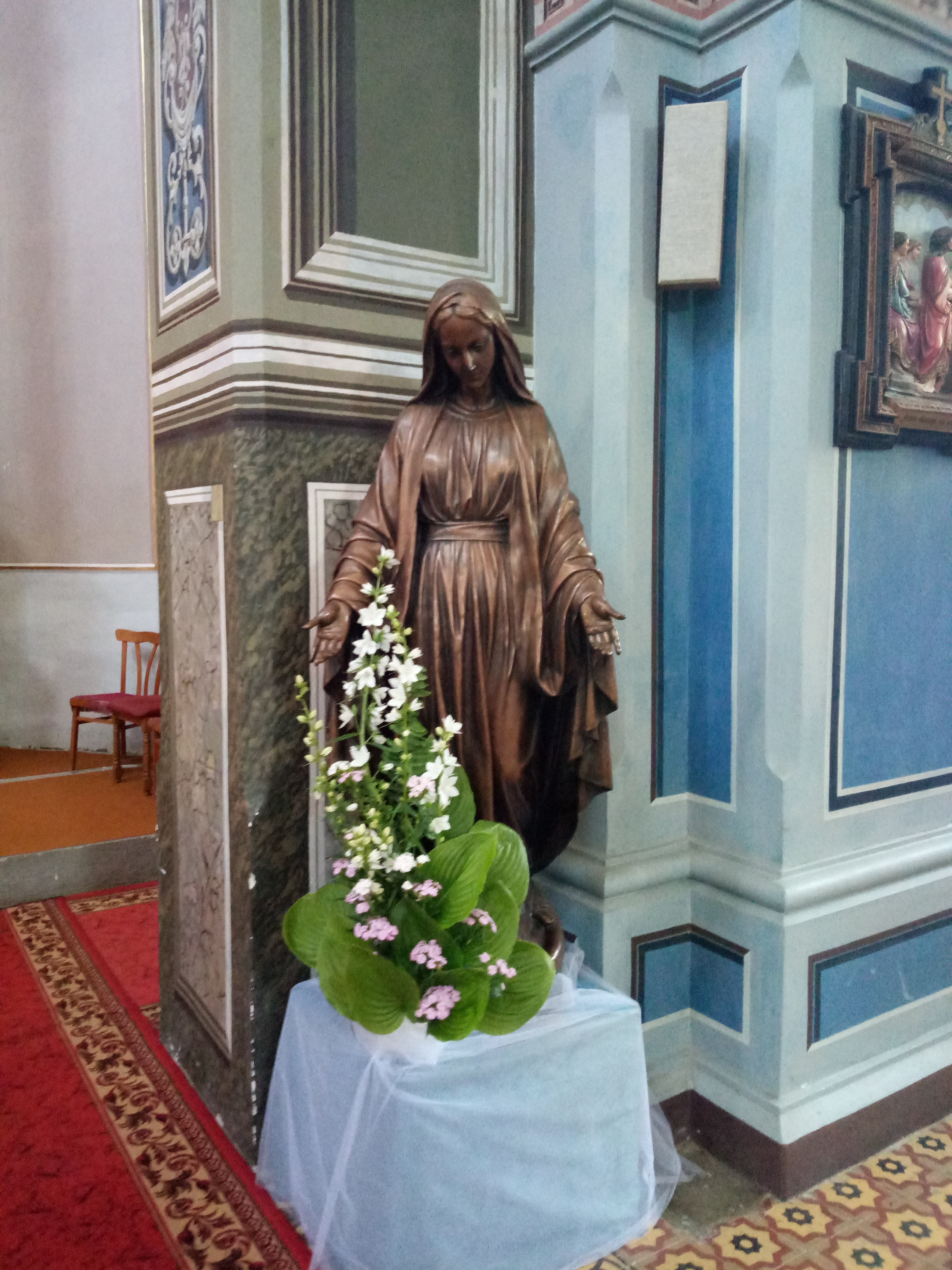
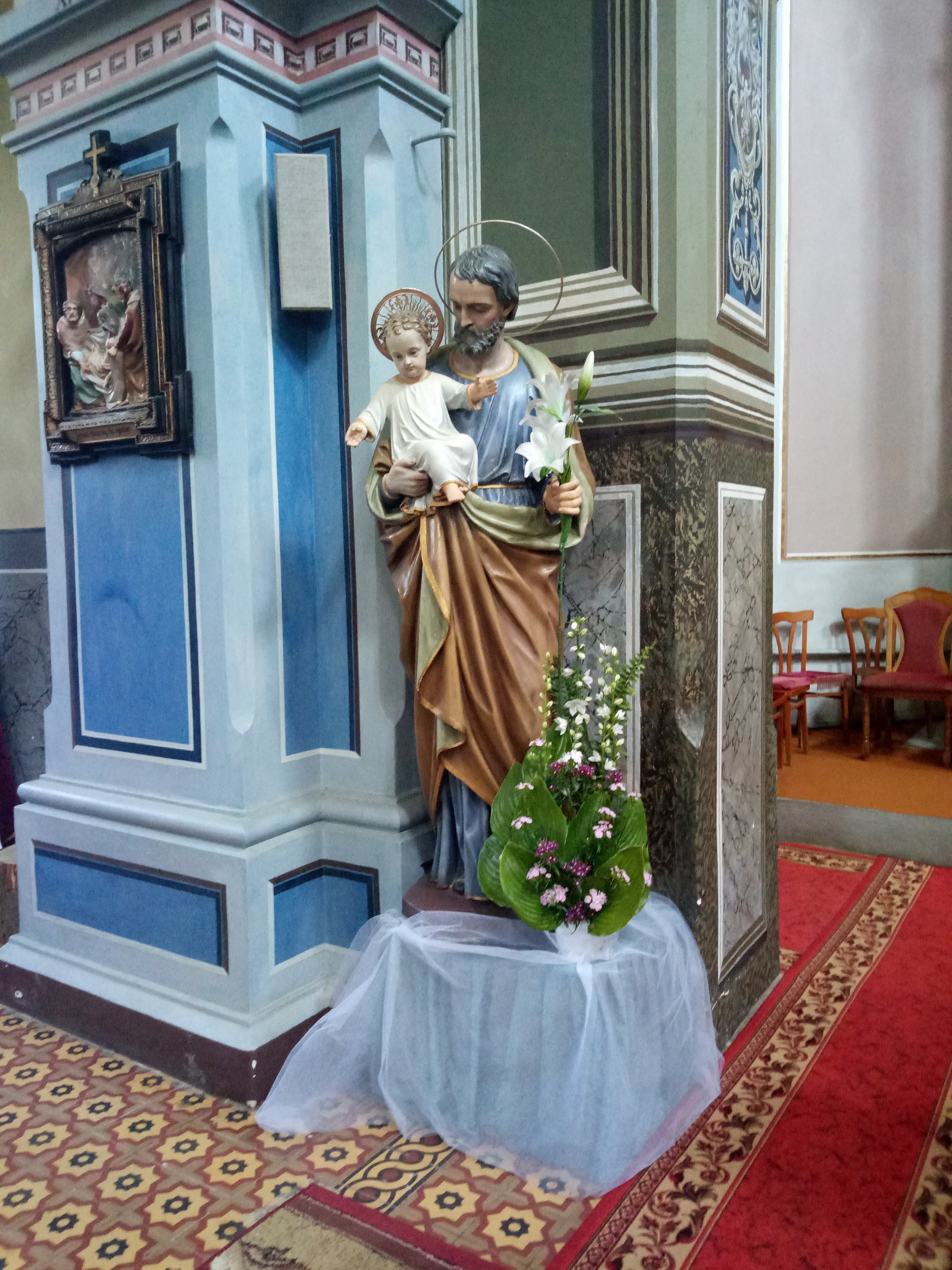
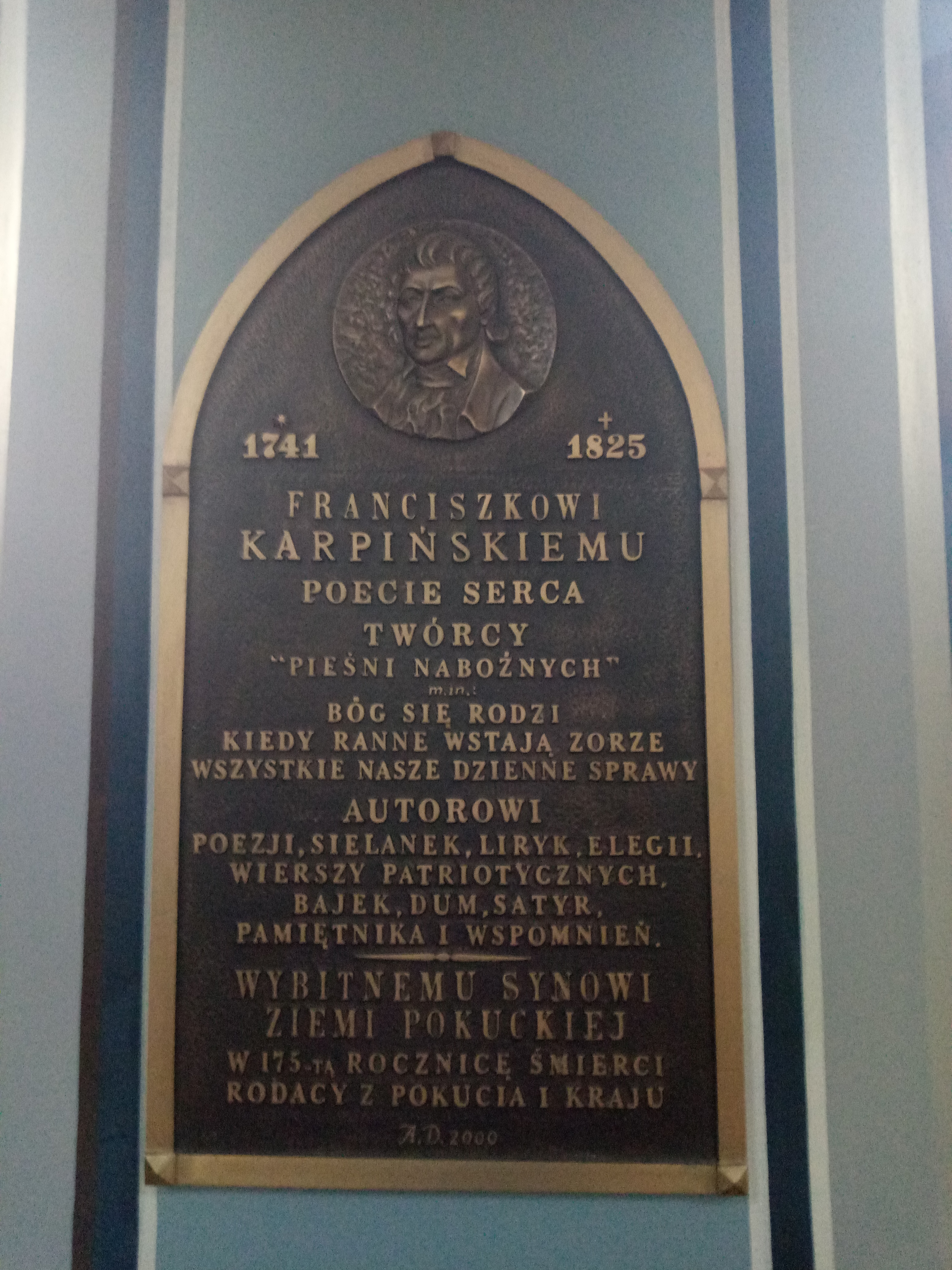
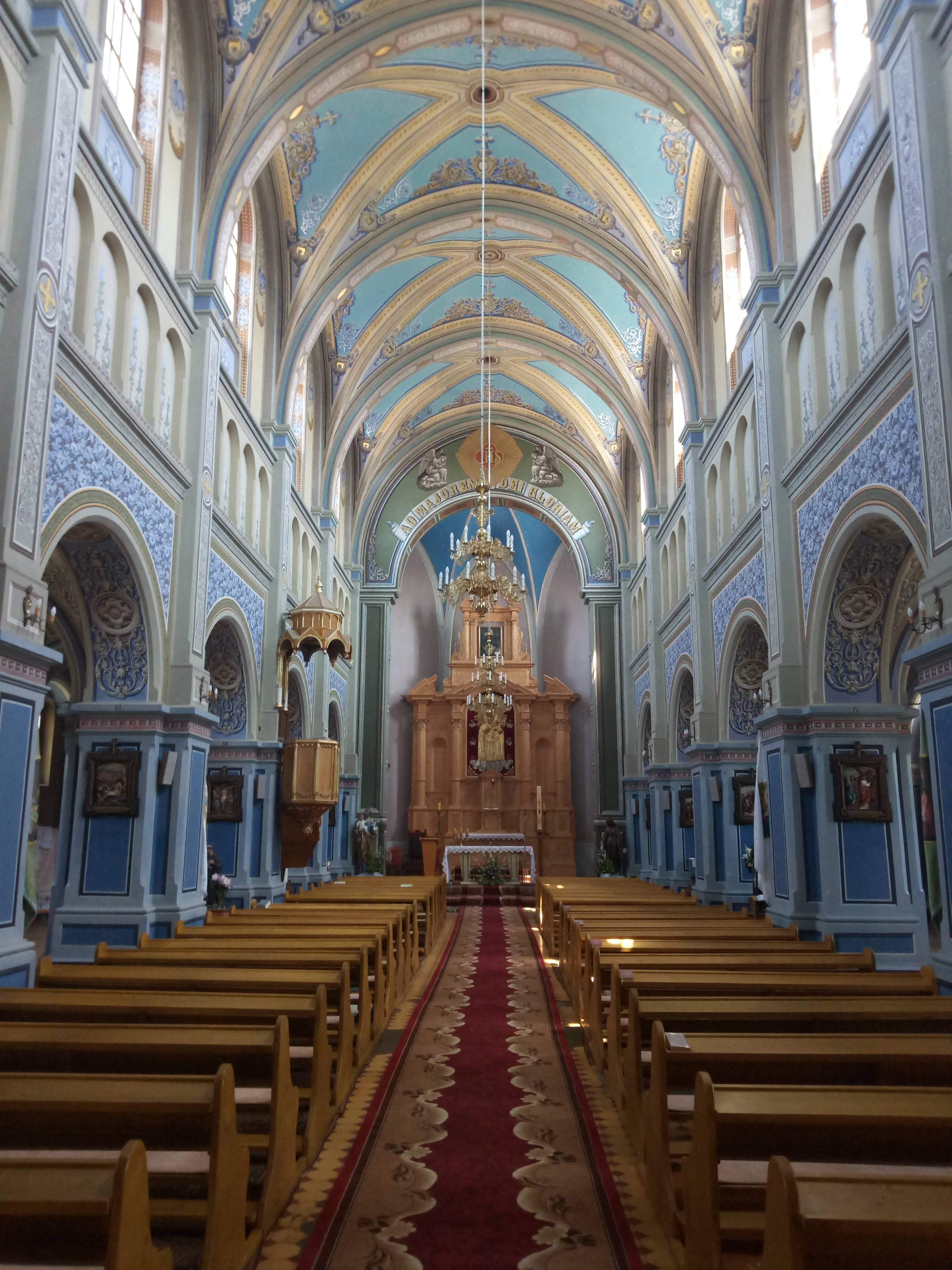